# Mines d'argent du massif de Neuenberg
Les mines d'argent du massif de Neuenberg sont des mines de plomb argentifère (donc de galène) situées à Sainte-Marie-aux-Mines. Bien conservées, elles succèdent pendant la Renaissance aux mines gallo-romaines de l'Altenberg. Elles sont classées monument historique et quelques associations en proposent la visite.

## Localisation
Les vestiges de surface sont visibles au Neuenberg, Rain de l'Horloge, Rauenthal et Lernithal à Sainte-Marie-aux-Mines.

## Historique
Les mines font l'objet d'une inscription au titre des monuments historiques depuis 1994.